# Associació Catalana d'Expresos Polítics del Franquisme
L'Associació Catalana d'Expresos Polítics del Franquisme és una entitat dedicada a la recuperació de la memòria històrica de les persones i les organitzacions que van lluitar contra el franquisme pel restabliment de la democràcia a Catalunya i l'Estat espanyol.
Va ser fundada l'any 1975 per ajudar els presos polítics que sortien de les presons i col·laborar amb els moviments ciutadans que lluitaven per aconseguir l'Amnistia i la fi de la dictadura. Ja en democràcia, l'associació ha continuat defensant els drets i la memòria dels qui van patir la repressió franquista, impulsant lleis que els indemnitzessin econòmicament i promulgant el seu reconeixement moral i polític.
El seu president d'honor és el president de la Generalitat Lluís Companys, afusellat pel fraquisme.

## Nom de l'associació
Al llarg de la seva història l'entitat ha utilitzat diversos noms, si bé tots han mantingut una semblança evident. Així, si a l'acta fundacional de 1976 es denominava Associació Catalana d'Ex-Presos Polítics de Barcelona poc després utilitzaria públicament el nom Associació Catalana d'Ex-Presos Polítics i Socials, i en la inscripció legal de 1979 optà per registrar-se com a Associació Catalana d'Ex-Presos Polítics, la seva denominació més coneguda. Tanmateix, els estatuts de 1985 canviaren el nom a Associació d'Ex-Presos Polítics i Resistents Antifeixistes de Catalunya per evitar que els excombatents del bàndol feixista de la Guerra Civil poguessin fer-se'n membres.
Amb el nou canvi d'estatuts de 2001 l'entitat adoptà la seva denominació actual, provocant desavinences entre alguns membres històrics que haurien preferit l'epítet «Expresos Polítics Antifeixistes».
Semblantment, el butlletí de l'associació s'anomenà Llibertat fins a l'any 1990, moment en què canvià la capçalera històrica per Catalunya Resistent per tal de no confrondre's amb altres publicacions memorialistes de l'Estat que anys enrere havien demanat permís per copiar-ne la denominació en vistes a la constitució d'una futura coordinadora estatal que mai no va arribar a produir-se.

## Història

### Antecedents
Els orígens de l'associació cal trobar-los en la resistència democràtica clandestina i en les iniciatives per combatre els efectes que la repressió tenia sobre les persones i les organitzacions que la formaven. L'any 1969, en ple estat d'excepció, tingué lloc la creació d'una Comissió de Solidaritat emparada pel mossèn Joan Carrera i Planas, vinculat a la Joventut Obrera Cristiana i les HOAC, a la qual ràpidament s'incorporarien membres del PSUC, l'organització hegemònica de l'antifranquisme a Catalunya. En paral·lel a aquest procés, el novembre del mateix any es va posar en marxa la Comissió Catalana d'Amnistia liderada per un grup d'advocats —entre ells Joan Colomines— que lliurà a la Junta del Col·legi d'Advocats de Barcelona una petició perquè aquest sol·licités formalment a les autoritats la concessió d'una àmplia amnistia política. En els anys posteriors totes dues comissions realitzarien nombrosos actes, recollides de signatures i tota mena d'iniciatives de solidaritat amb els presos i represaliats.
L'any 1971 naixeria l'Assemblea de Catalunya, plataforma unitària de l'antifranquisme formada per individus i organitzacions d'un ampli ventall ideològic. En aquells moments, les Comissions de Solidaritat (CS) ja s'estenien com una taca pel territori, sobretot dins l'àmbit metropolità vinculat a la implantació i creixement dels moviments d'oposició com les Comissions Obreres i altres. S'ocupaven, a més dels actes reivindicatius, a proporcionar tota mena de suport material i anímic als presos i els seus familiars, fins i tot de cobrir les despeses sanitàries dels infants d'aquestes famílies o d'enviar-los a passar els estius de colònies a França, Romania, Itàlia o la República Democràtica Alemanya. Dins d'aquesta lògica va fundar-se l'Associació de Familiars de Presos Polítics, que el novembre de 1976 llançaria la campanya «Per Nadal, tots a casa» juntament amb una dotzena d'entitats més de tot l'Estat, entre elles la ja constituïda ACPEF.
Les dissonàncies internes entre els corrents polítics que convivien dins les CS i els efectes de l'amnistia de juliol de 1976 i les mesures de gràcia de març de 1977 provocarien un cert estancament del moviment. Finalment, a ulls del PSUC i d'altres forces polítiques, l'aprovació de la Llei d'Amnistia el 15 d'octubre de 1977 deixà sense utilitat les comissions, que foren dissoltes malgrat l'oposició d'alguns dels seus integrants.

### Fundació i inicis: els anys de la Transició
El procés de fundació de l'ACEPF s'ha de contextualitar en el trànsit de la clandestinitat a l'acció pública del moviment de solidaritat a partir de mitjan de 1975, moment en què un grup d'expresos polítics van fer de la seva condició personal un nou actiu en la lluita per la democràcia i l'amnistia. L'associació no nasqué com a derivació de les CS ni pretenia substituir-les, sinó complementar-les. Les primeres accions consistiren en l'enviament de cartes col·lectives exigint la retirada de les condemnes a mort pendents d'execució i l'abolició de la pena capital, que foren trameses tant a dirigents de la dictadura, com el llavors president Carlos Arias Navarro, l'encara príncep Joan Carles de Borbó o fins i tot el mateix general Franco, així com a mitjans de comunicació i a organitzacions de l'estranger com Amnistia Internacional.
Aquest grup que ja era actiu de feia uns mesos fundà oficialment l'Associació Catalana d'Ex-presos Polítics de Barcelona el 12 de febrer de 1976 a la seu de l'Associació d'Amics de les Nacions Unides del carrer Fontanella de Barcelona. Els seus fudadors foren Joan Colomines Puig, metge analista que n'assumí la presidència; Agustí de Semir, advocat que exercirà de secretari; Narciso Julián Sanz, ajustador mecànic; Antonio Campos Crespo i Joan Antoni Cuadrado i Diago, dedicats al comerç; Jordi Carbonell i de Ballester, catedràtic; Manuel Vázquez Montalbán, periodista; Jordi Conill Vall, químic; Miquel Núñez González, traductor i dirigent emblemàtic del PSUC; Joaquim Boix Lluch, enginyer industrial; Pedro León Martínez, agent comercial; Víctor Ríos Vidal, administratiu; Catalina Juárez Solano, metal·lúrgica; Francisco Benages Tomás, dibuixant; Francisco García Nieto, agent de comerç; Juan Mayarol Villarrubia, mecànic; Carlos Pradas Bergés, dedicat al sector dels espectacles; Maria Assumpta Cabré Mascorda, assistenta social; i Adoni González Mateo, administratiu. Els seus objectius eren, a més d'assistir solidàriament els expresos polítics, la lluita per l'amnistia sense exclusions, l'elaboració d'un Estatut de presos polítics, promoure una Reforma Penitenciària general, aconseguir l'abolició de la pena de mort i desterrar l'ús de la tortura en les actuacions policials i penitenciàries. Cinc dies després es presentà una instància demanant-ne la legalització, que tanmateix quedà sense resposta.
En aquell moment l'entitat xifrava en 107 els presos polítics a tot l'Estat, 40 dels quals eren catalans. En aquesta primera època l'ACEPF publicà el butlletí Llibertat i donà suport a les iniciatives de l'Assemblea de Catalunya i del Consell de Forces Polítiques de Catalunya, tals com l'acte del 29 de juliol de 1976 que aplegà dotze mil persones a favor de l'amnistia al Pavelló d'Esports de Barcelona, o la convocatòria de la històrica Diada de l'Onze de Setembre d'aquell mateix any a Sant Boi de Llobregat, la primera legal d'ençà de 1938. L'activitat fou molt intensa i ràpidament s'establiren delegacions a ciutats com Mataró, Lleida Manresa o Tortosa, dirigides per una Comissió Gestora. L'associació participà també de les reunions de la Coordinadora Estatal d'associacions d'expresos i cridà a l'abstenció pel referèndum sobre la Llei per a la Reforma Política del 15 de desembre.
Un àmbit en què fou especialment activa fou el de les relacions internacionals, fins al punt d'organitzar, encara en l'interregne de la Transició, dos esdeveniments que traspassaren fronteres. El primer fou la Trobada Internacional d'Ex-presos i Ex-deportats Polítics, que tingué lloc l'any 1977 a la Fundació Miró de Barcelona, organitzada conjuntament amb l'Amical de Mathausen i amb la presència de delegacions de tot l'Estat espanyol i d'Europa. L'any següent foren unes Jornades Internacionals d'Associacions d'Expresos i Exrepresaliats Polítics, que tingueren lloc el 3 i 4 de juny de 1978 al Paranimf de la Universitat de Barcelona i comptaren amb el patrocini de la Coordinadora Estatal. Novament hi prengueren part delegacions vingudes de la resta de l'Estat espanyol i d'Europa i rebé l'adhesió de més de mig centenar d'entitats catalanes, espanyoles i internacionals. Totes dues ocasions representaren, just al llindar democràtic, un reconeixement pioner a tantes víctimes i una afirmació de voluntat reconciliadora. Fruit d'aquests contactes, el 1979 l'associació demanà d'entrar a la Federació Internacional de Resistents (FIR), organisme internacional que aplega entitats de lluitadors antifeixistes d'arreu del món i que finalment n'acceptà l'ingrés el setembre de 1981.

### El nou escenari democràtic i la demanda de reparacions

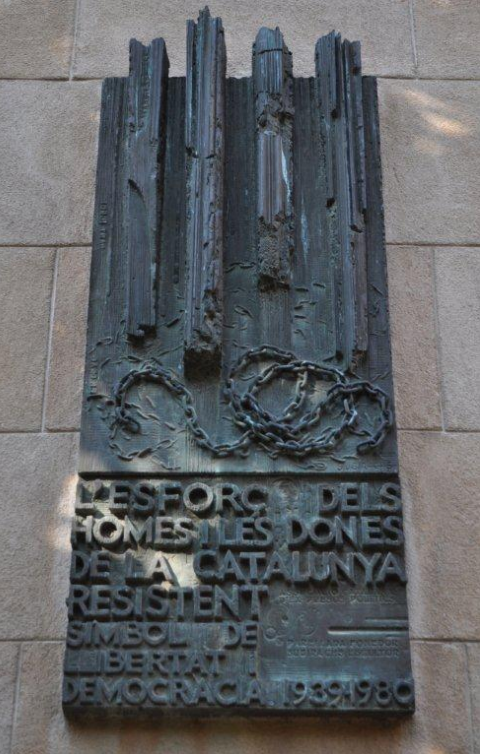
Homenatge a la Resistència 1939-1980. Estela de Josep Maria Subirachs realitzada per encàrrec de l'ACEPF i lliurada al Parlament de Catalunya el 15 d'octubre de 1981. D'una manera esquemàtica, hi apareix l'emblema heràldic de Catalunya: les quatre barres caient verticalment sobre unes cadenes, símbol de l'esclavitud.

Amb l'aprovació de la Constitució de 1978 i la recuperació de les institucions democràtiques l'entitat afrontà nous reptes. El primer de tots, aconseguir la legalització definitiva, que encara no s'havia produït d'ençà de la sol·licitud de 1976 i que no arribaria definitivament fins al gener de 1980. Poc després, l'11 de maig del mateix any organitzà un acte al Saló del Tinell de gran solemnitat per retre homenatge als resistents antifranquistes catalans, el primer que es faria en democràcia. Les principals institucions i entitats del país hi foren presents o enviaren telegrames de suport. El president Pujol —que com a represaliat i expres era membre de l'associació— no hi va assistir però sí que ho feu el conseller adjunt de la Presidència, Miquel Coll i Alentorn, que llegí un escrit en nom seu. També hi va ser present el president del Parlament de Catalunya, Heribert Barrera. L'acte va ser presidit per una cadira buida coberta per una senyera amb un crespó negre com a símbol del martirologi dels represaliats per la dictadura.
El 15 d'octubre de 1981, coincidint amb l'aniversari de l'assassinat el president Lluís Companys, l'associació lliurà al Parlament de Catalunya una estela commemorativa de bronze que havia encarregat a l'escultor Josep Maria Subirachs, amb la inscripció «L'esforç dels homes i les dones de la Catalunya resistent, símbol de llibertat i democràcia 1939-1980». Aquest monument fou la primera escultura en homenatge a l'oposició antifranquista a Catalunya i avui és visible en un dels murs del pati de la Biblioteca de la seu parlamentària catalana.
Durant aquests primers anys de la nova democràcia l'ACEPF mostrà també la seva solidaritat amb les persones preses per la seva relació amb organitzacions anarquistes i independentistes, molts d'ells acusats d'accions armades, com els militants de l'Exèrcit Popular Català (EPOCA) o els membres de la CNT acusats del muntatge policial del Cas Scala. També donà suport al periodista Xavier Vinader, condemnat per l'Audiència Nacional per haver realitzat reportatges sobre la guerra bruta contra l'organització basca ETA. L'any 1981 es posicionà en contra de l'entrada d'Espanya a l'OTAN.
Tanmateix, la principal tasca de l'entitat fou la defensa d'indemnitzacions econòmiques per als expresos i represaliats del franquisme, que ajudessin a fer menys dura la situació que patien molts d'ells, especialment els d'edat més avançada i els que havien sofert més temps de captiveri. Es donava el cas que moltes d'aquestes persones o les seves famílies ara patien malalties o no rebien cap subsidi d'atur o de jubilació com a conseqüència dels anys transcorreguts a la presó o a l'exili. Amb aquest objectiu s'inicià una tasca de pressió sobre els poders públics (administracions, grups parlamentaris, partits polítics, etc.) per demanar una reparació econòmica i el còmput dels anys de presó com a cotitzat a la Seguretat Social. Aquesta darrera demanda es plasmaria el 1984 amb l'aprovació de la Llei 18/1984 i l'any 1990 una disposició addicional als Pressupostos Generals de l'Estat introduí per primera vegada una indemnització per als represaliats de la dictadura que haguessin estat tres anys o més en presons franquistes, si bé amb restriccions en funció de l'edat. En total es reberen 120.000 sol·licituds a tot l'Estat, de les quals només 65.000 obtingueren una resposta afirmativa i l'ajut corresponent.
Anys més tard, un decret foral del Govern de Navarra obrí les portes a una línia d'indemnitzacions autonòmiques per a les persones excloses de l'ajut estatal. L'ACEPF feu pressió al govern i els grups polítics catalans per tal que la Generalitat aprovés una mesura semblant. Així, l'any 1998 el Grup Parlamentari d'Iniciativa per Catalunya-Els Verds presentà una proposició no de llei que, després d'un llarg periple parlamentari en què també destacà el suport a la mesura per part d'ERC, es concretà en dos decrets —el Decret 288/2000 i el Decret 330/2002— que establien la possibilitat d'indemnització als perfils que no havien pogut beneficiar-se de la norma de 1990. En els vuit anys següents es reberen més de 39.000 sol·licituds, de les quals unes 21.650 foren favorables. Tanmateix, per a moltes persones aquestes ajudes arribarien massa tard. A més, l'entitat encara hagué de batallar a les instàncies europees contra la pretensió d'Hisenda que les indemnitzacions rebudes tributessin un 30% a l'IRPF.

### El canvi de segle i la recuperació de la memòria històrica

Logotip del Memorial Democràtic de Catalunya

A partir de l'any 2000 es produí l'eclosió del moviment de recuperació de la memòria històrica a tot l'Estat espanyol com a resultat de la feina de divulgació de diverses iniciatives ciutadanes, entre elles l'ACPEF que n'era una de les més veteranes. A finals dels anys noranta l'associació ja havia començat a recollir i divulgar els testimonis d'antics represaliats per tal d'evitar una tergiversació de la història que anava en augment a determinats mitjans de comunicació. En aquest sentit, la col·laboració amb un gran nombre de professors universitaris i amb el Centre d'Estudis sobre les Èpoques Franquista i Democràtica (CEFID) de la Universitat Autònoma de Barcelona va ser un element clau per concretar aquesta voluntat en projectes sòlids.
Fruit d'aquesta entesa són la publicació del recull Notícia de la negra nit: vides i veus a les presons franquistes, 1939-1959 publicat per la Diputació de Barcelona el 2001, i sobretot la celebració d'un gran homenatge a les presones represaliades pel franquisme que tingué lloc al Gran Teatre del Liceu el 22 d'abril de 2002, on Enric Pubill clausurà l'acte amb la lectura del «Manifest per un Memorial Democràtic» en què es demanava a la Generalitat la creació d'una «institució pública que tingués la funció d'explicar i difondre, reunir i fer conèixer el molt que ha costat que en aquest país tinguem llibertat». A aquesta reivindicació s'hi sumarien també altres associacions memorialistes, fins un total de catorze, que més endavant signarien la «Declaració de l'Hospitalet per un Memorial Democràtic» (2004) com a mesura de pressió per aconseguir la concreció de la proposta.
En aquesta línia, l'any 2003 l'encara president Jordi Pujol i el mateix Enric Pubill inauguraren conjuntament al Museu d'Història de Catalunya l'exposició Les presons de Franco, comissariada per Manel Risques i Ricard Vinyes amb l'impuls i la participació fonamental de l'ACEPF —que cedí molts dels materials utilitzats— on es mostrava al gran públic la gran duresa de l'univers penitenciari del franquisme.
Però serà amb l'acord tripartit i el nou Govern catalanista i d'esquerres format pel PSC, ERC i ICV-EUiA que la reclamació de l'entitat prengué força dins el nou Departament de Relacions Institucionals i Participació encapçalat per Joan Saura, que s'hi va comprometre fermament. Durant els anys següents es posaren en marxa actuacions i noves línies de finançament relacionades amb la memòria històrica, però el Memorial Democràtic de Catalunya com a ens públic es faria esperar i entitats com l'ACPEF haurien de mantenir la pressió sobre les forces que integraven el govern per tal que el projecte reeixís. Finalment fou aprovat a finals d'octubre de 2006, ja en època del segon tripartit, amb el suport dels partits de Govern, el vot en contra del PP i del Grup Mixt (format exclusivament per diputats de Ciutadans) i l'abstenció de CiU.
Paral·lelament a la creació del Memorial, el Congrés de Diputats espanyol aprovà el desembre de 2007 la nova Llei de Memòria Històrica impulsada pel govern de José Luis Rodríguez Zapatero, que tanmateix comptà amb dures crítiques de les entitats memorialistes —entre elles l'ACEPF— que la consideraven clarament insuficient per a rescabalar els greuges històrics de les víctimes. La raó fonamental és que la norma perpetuava la ideologia de la Reconciliación Nacional, equiparant en responsabilitats els dos bàndols de la Guerra Civil, blindant la impunitat que protegia els responsables de la dictadura. Malgrat tot, amb la creació per llei d'aquestes dues noves figures s'obria un nou escenari i s'acomplien, encara que fos parcialment, alguns dels objectius fonamentals que l'entitat havia perseguit des de la seva fundació l'any 1975.
Un símbol d'aquest context va ser el gran acte d'homenatge realitzat al Penal de Burgos, presó malauradament emblemàtica del franquisme, on prengueren part centenars d'expresos de tot l'Estat, i sobretot el concert-homenatge amb assistència multitudinària organitzat al Palacio de Vistalegre de Madrid el 14 de juny de 2008 amb el suport del govern espanyol, la Generalitat i desenes d'altres entitats i administracions autonòmiques i locals. L'any següent, el 14 d'octubre de 2009, la Generalitat convocà al Palau Sant Jordi el primer gran acte institucional oficial d'homenatge als represaliats pel franquisme, amb el títol «Poètiques de resistència. Somnis de llibertat» i el març de 2010 s'inaugurà la seu física del Memorial Democràtic a la Via Laietana de Barcelona. En aquell període se succeïren també una sèrie d'actes deslocalitzats a escala local i comarcal i es repartiren per part del Govern català diplomes de reconeixement i agraïment a totes les persones que havien sofert la repressió de la dictadura.

### La Generació TOP i la lluita contra la impunitat
L'inici de la crisi econòmica de 2008, l'aplicació de les noves mesures d'austeritat pressupostària i l'esgotament de la segona legislatura de Zapatero suposà un cert esgotament de l'embranzida que havia adquirit en la dècada anterior el moviment memorialista. Per acabar-ho d'adobar, els canvis de govern que es produïren a Catalunya i a l'Estat a partir de 2010 suposaren la paralització de les polítiques públiques de memòria. A Catalunya el nou executiu d'Artur Mas tancà la seu del Memorial Democràtic i cessà el seu primer director, Miquel Caminal, deixant enlaire durant una bona temporada la qüestió de la continuïtat i l'emplaçament futur de la institució, i tallant en sec les subvencions per a les entitats memorialistes.
En aquest context advers, agreujat pel fet que a nivell intern el pas dels anys havia suposat el traspàs de molts expresos de la primera època del franquisme, l'ACEPF es proposà d'organitzar un nou projecte que posés en valor la lluita antifranquista dels anys seixanta i setanta, que havia estat menys estudiada que la de les dècades anteriors. D'aquí en sorgí la línia de treball de l'anomenada «Generació TOP», és a dir, d'aquelles persones que havien sofert la repressió de mans del Tribunal de Orden Público (TOP, 1963-1977), continuador del Tribunal Especial de Repressió de la Maçoneria i el Comunisme i antecessor directe de l'actual Audiència Nacional espanyola. D'alguna manera aquest pas suposava, també, la constatació d'un relleu natural que es produïa a dins de l'entitat, que complia els trenta anys d'història. S'organitzaren actes i es difongué un manifest exigint l'anul·lació de totes les sentències emeses pel TOP i la resta de tribunals franquistes, i el maig de 2011 s'inaugurà al Museu d'Història l'exposició «Més de trenta anys sense defallir» que repassava la trajectòria de l'associació i incloïa obres de d'Antoni Tàpies, Josep Guinovart i altres, que les havien donades en solidaritat amb la causa de l'associació.
El 2010 l'ACEPF fou una de les entitats impulsores de la Plataforma Contra la Impunitat que reclamava justícia per a les víctimes i la fi de la persecució política i judicial contra el jutge Baltasar Garzón, processat i finalment inhabilitat per haver-se declarat competent per investigar i jutjar els responsables de la dictadura arran de les denúncies de les entitats de memòria històrica de l'Estat. Tres anys més tard s'afegiria com a denunciant a la querella contra els crims del franquisme presentada davant la jutgessa argentina María Servini.
L'any 2016 l'entitat donà el seu suport a la polèmica exposició Franco, Victòria, República, impunitat i espai urbà que recuperà monuments de la dictadura —entre elles l'estàtua eqüestre de Franco que havia estat al Castell de Montjuïc— per exposar-los al Born Centre de Cultura i Memòria i col·laborà activament en la creació de l'espectacle teatral A voz ahogada dirigit per Iván Campillo a partir de l'adaptació d'una obra original de Marcos Ana en homenatge al poeta Miguel Hernández.
El març de 2017 morí Enric Pubill, dirigent històric de l'entitat que n'havia estat secretari i president, i el substituí Josep Carles Vallejo Calderón. Tres mesos després, el 29 de juny el Parlament de Catalunya va aprovar per unanimitat la Llei de reparació jurídica de les víctimes del franquisme que declara nuls de ple dret els tribunals franquistes i les sentències derivades des de la Guerra Civil fins al restabliment de la democràcia, fent realitat un dels objectius fundacionals de l'associació.
Durant tot aquest temps l'ACEPF ha mantingut una activitat constant d'homenatge als expresos encara vius i de divulgació escolar de la memòria històrica, col·laborant sovint amb altres entitats memorialistes del país com l'Amical de Catalunya dels Antics Guerrillers Espanyols a França, l'Associació Pro-Memòria als Immolats per la Llibertat a Catalunya, l'Amical de les Brigades Internacionals de Catalunya, l'Amical de Mauthausen i l'Amical de Ravensbrück, entre d'altres.

## Reconeixements
L'ACPEF va rebre de l'Ajuntament de Barcelona la Medalla d'Honor de Barcelona de 2001 per
«la defensa dels interessos de les persones que, sota el franquisme, van lluitar per la llibertat sacrificant la seva vida en presons, camps de concentració i batallons de treball.»
El 15 de maig de 2002 el ple del Parlament de Catalunya aprovà una declaració institucional en homenatge als expresos polítics en què deia el següent:
«aquesta Cambra, com a representació que és de tot el poble de Catalunya, a proposta de l'Associació Catalana d'Expresos Polítics, ret homenatge a tots els qui van patir repressió pel fet de lluitar per les llibertats del nostre poble, pel restabliment de la democràcia i la recuperació de la Generalitat, i, des del fons més íntim de les pròpies conviccions, per la consecució d'una societat més justa.»
El 2003 li va ser concedida la Creu de Sant Jordi per la Generalitat de Catalunya destacant que
«Els riscos inherents a aquesta lluita [per les llibertats i contra la dictadura] i les represàlies que comportà suposen, per a les noves generacions, un exemple de compromís cívic, i expressen la fidelitat a un país que ha de mirar cap al futur sense perdre de vista el passat.»
D'altra banda, alguns dels seus membres destacats han rebut reconeixements individuals vinculats, entre d'altres, a la seva faceta d'expresos polítics. És el cas de l'acte d'investidura com a doctors honoris causa de la Universitat Politècnica de Catalunya de tres fundadors de l'ACPEF —Gregorio López Raimundo, Maria Salvo Iborra i Agustí de Semir i Rovira— que tingué lloc el 23 de febrer de 2004.